# فهرست بزرگترین پایتخت‌های اتحادیه اروپا
این مقاله فهرستی از بزرگترین پایتخت‌های اتحادیه اروپا است.

## فهرست بزرگترین شهرها
| رتبه | شهر      | کشور      | جمعیت یورواستات (۲۰۰۴) | جمعیت رسمی | تاریخ           | منبع         | تصویر |
| ---- | -------- | --------- | ---------------------- | ---------- | --------------- | ------------ | ----- |
| ۱    | لندن     | بریتانیا  | ۷٬۴۲۹٬۲۰۰              | ۸٬۳۰۸٬۳۶۹  | ۳۰ ژوئن ۲۰۱۲    | [ ۳ ]        |       |
| ۲    | برلین    | آلمان     | ۳٬۵۰۱٬۸۷۲              | ۳٬۵۱۷٬۴۲۴  | ۳۱ اوت ۲۰۱۳     | [ ۵ ]        |       |
| ۳    | مادرید   | اسپانیا   | ۳٬۲۳۳٬۵۲۷              | ۳٬۲۰۷٬۲۴۷  | ۱ ژانویه ۲۰۱۱   |              |       |
| ۴    | رم       | ایتالیا   | ۲٬۵۵۳٬۸۷۳              | ۲٬۷۷۷٬۹۷۹  | ۳۰ سپتامبر ۲۰۱۱ | [ ۷ ]        |       |
| ۵    | پاریس    | فرانسه    | ۲٬۱۸۱٬۳۷۴              | ۲٬۲۰۳٬۸۱۷  | ۱ ژانویه ۲۰۰۷   | [ ۸ ]        |       |
| ۶    | بخارست   | رومانی    | ۱٬۹۲۷٬۴۴۸              | ۱٬۸۸۳٬۴۲۵  | ۳۱ اکتبر ۲۰۱۱   | [ ۹ ] [ ۱۰ ] |       |
| ۷    | وین      | اتریش     | ۱٬۵۹۸٬۶۲۶              | ۱٬۸۶۷٬۹۶۰  | ۱ ژانویه ۲۰۱۷   | [ ۱۱ ]       |       |
| ۸    | بوداپست  | مجارستان  | ۱٬۶۹۵٬۸۱۴              | ۱٬۷۵۹٬۴۰۷  | ۱ ژانویه ۲۰۱۵   | [ ۱۲ ]       |       |
| ۹    | ورشو     | لهستان    | ۱٬۷۱۶٬۸۵۵              | ۱٬۷۴۸٬۹۱۶  | ۳۰ ژوئن ۲۰۱۶    | [ ۱۳ ]       |       |
| ۱۰   | پراگ     | چک        | ۱٬۲۹۰٬۸۴۶              | ۱٬۲۹۰٬۸۴۶  | ۱۷ ژوئن ۲۰۱۱    | [ ۱۴ ]       |       |
| ۱۱   | صوفیه    | بلغارستان | ۱٬۱۳۸٬۹۵۰              | ۱٬۲۰۴٬۶۸۵  | فوریه ۲۰۱۱      | [ ۱۵ ]       |       |
| ۱۲   | بروکسل   | بلژیک     | ۹۹۹٬۸۹۹                | ۱٬۱۶۷٬۹۰۲  | ۱ نوامبر ۲۰۱۳   | [ ۱۷ ]       |       |
| ۱۳   | استکهلم  | سوئد      | ۲٬۱۲۷٬۰۰۶              | ۸۸۱٬۲۳۵    | ۱ نوامبر ۲۰۱۳   | [ ۱۷ ]       |       |
| ۱۴   | آمستردام | هلند      | ۱٬۵۷۱٬۲۳۴              | ۸۱۰٬۹۰۹    | ۱ نوامبر ۲۰۱۳   | [ ۱۷ ]       |       |